# Jacquemontia ekmanii
Jacquemontia ekmanii är en vindeväxtart som beskrevs av O'donell. Jacquemontia ekmanii ingår i släktet Jacquemontia och familjen vindeväxter. Inga underarter finns listade i Catalogue of Life.